# Port-Bo
|  | No s'ha de confondre amb Port Bo (Calella de Palafrugell). |

Port-bo és un grup d'havaneres fundat el 1966 a Calella de Palafrugell que, juntament amb altres amants del gènere, va ser l'impulsor de la cantada d'havaneres de Calella de Palafrugell, en la qual ha participat en totes les seves edicions. El seu repertori, heretat en gran part dels vells cantaires de Calella, està format per havaneres clàssiques i noves, valsos mariners, balades, boleros, sardanes, cançó catalana, etc.
Durant les diferents etapes del grup s'han enregistrat 25 discos amb més de 300 temes diferents. A finals de 1995, el disc Arrel de Tres es va classificar a la vuitena posició dels discos més venuts en català, essent el primer cop que un disc d'havaneres aconsegueix aquesta fita.
El juny del 2005 oferiren un concert d'havaneres i cançons de taverna al Palau de la Música Catalana, que estava inclòs a la programació dels Concerts de Tarda al Palau. El novembre del 2006 van presentar l'espectacle Bolenera a L'Auditori, i el maig del 2009 A prop del mar (aquest, amb Nina). Han col·laborat amb artistes com Nina i amb els grups Gema 4, Montgrins i Peix fregit.
A més de participar en les cantades dels Països Catalans, com ara Mallorca, Menorca, Formentera, Perpinyà i Cotlliure, també ho ha fet a Torrevella, Arrasate, Donostia, Bilbao, Madrid, Valladolid, Luxemburg, Amsterdam, Zúric, l'Havana i a diverses ciutats d'Israel.

## Integrants
El trio inicial era format per Josep Xicoira, Carles Mir i Ernest Morató, i sovint era acompanyat al piano pel mestre Frederic Sirés, autor de l'havanera «La gavina».
Han seguit el relleu generacional de la primera formació Càstor Pérez, Fèlix Pérez, Enric Vigas, "Txiqui" Ramon, Alfons Carreras "Fonso" (tenor), Irineo Ferrer "Mineu" (baríton) i Carles Casanovas (veu baixa, guitarra i direcció musical). El 2022 els dos darrers donen pas a Lluís Bofill (baríton i guitarra) i Xavi Jonama (veu baixa) que juntament amb Josep "Pep" Nadal (tenor) formen el trio actual.

## Discografia
- 1978 - Allá en la Habana
- 1983 - Bo i cantant
- 1983 - Habaneras
- 1988 - Temps perdut
- 1990 - De l'Empordà a l'Havana
- 1993 - Arrel de tres
- 1995 - Canela y ron
- 1997 - A cau d'orella
- 1999 - Malalt d'amor
- 2000 - Clàssics
- 2002 - De l'Havana a l'Empordà, col·laboració de Port-bo i Gema4[7]
- 2002 - Pessigolletes al cor
- 2004 - Sardanes a la taverna, col·laboració de Port-bo i Peix fregit[9]
- 2004 - Barquejant
- 2005 - Port-bo al Palau de la Música Catalana (CD i DVD)[11]
- 2006 - Bolenera
- 2008 - Busca'm a l'Empordà!
- 2009 - Acoblats!, col·laboració de Port-bo i Montgrins[8]
- 2010 - Entre dones[12]
- 2013 - Port-bo en concert
- 2016 - 50 anys de Port-bo
- 2018 - Quadern de viatge
- 2019 - Essència